# Pfarrkirche Handenberg

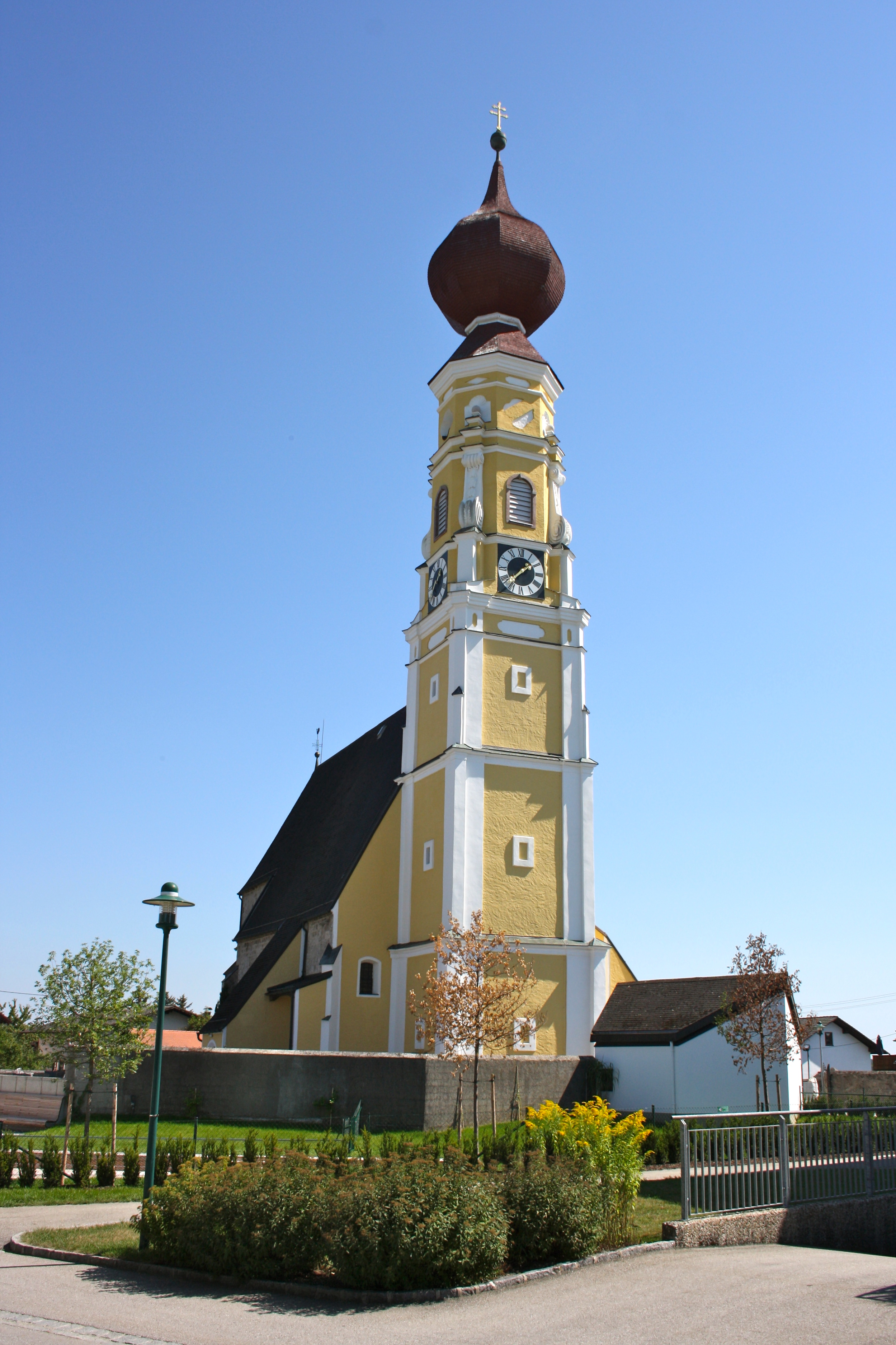
Pfarrkirche hl. Martin in Handenberg

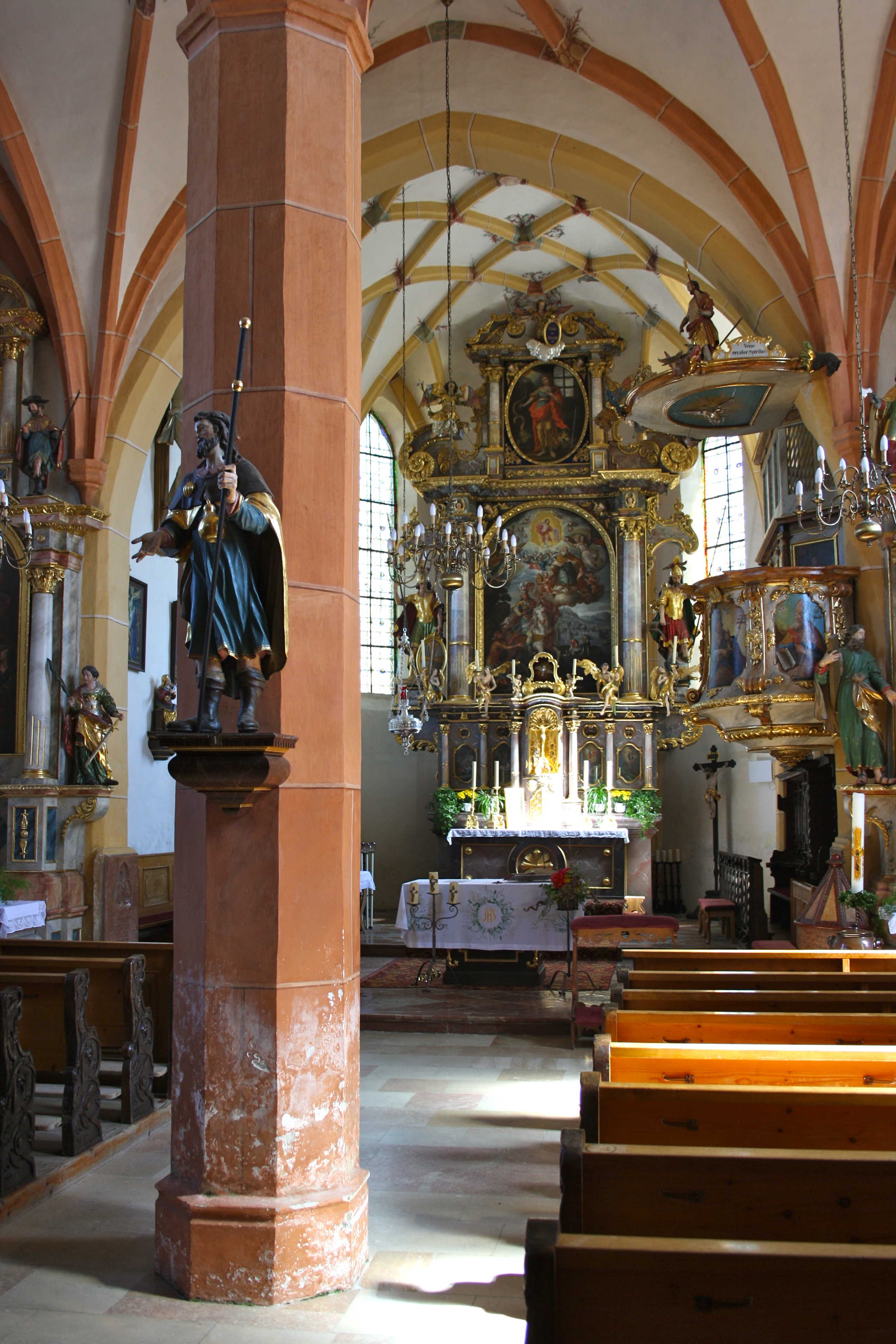
Vom Langhaus zum Chor mit einem mittigen Pfeiler der zweischiffigen Halle

Die römisch-katholische Pfarrkirche Handenberg mit dem Patrozinium hl. Martin steht in der Gemeinde Handenberg in Oberösterreich. Seit dem 1. Jänner 2023 gehört Handenberg als eine von 14 Pfarrteilgemeinden zur Pfarre Braunau der Diözese Linz. Die Kirche und der Friedhof mit Ummauerung, Torbau und Kriegerdenkmal stehen unter Denkmalschutz.

## Geschichte
Eine Kirche wurde um 1112 urkundlich genannt. Die gotische Hallenkirche wurde wohl vom Meister Oswald Bürkel erbaut und 1453 geweiht und ist eine bauliche Weiterentwicklung des Langhauses der Spitalskirche Braunau. Der Turm stammt aus dem Jahr 1598 und wurde von 1710 bis 1716 mit dem Baumeister Thomas Vilzkotter aus Braunau ausgebaut.

## Architektur
Die gotische zweischiffige viereinhalbjochige Hallenkirche hat ein Sternrippengewölbe mit runden Schlusssteinen und einen eingezogenen zweijochigen netzrippengewölbten Chor mit einem Dreiachtelschluss. Die Strebepfeiler sind abgetreppt. Die dreiachsige Westempore ist kreuzrippenunterwölbt. Der mächtige, 56 Meter hohe, abgestufte Turm ist ab dem vierten Stockwerk in ein Oktogon überführt und trägt einen Zwiebelhelm. Das Nordportal und Südportal haben sternrippengewölbte Vorhallen. Die Portaltüren tragen gotische Beschläge. Neben der südlichen Vorhalle steht das ehemalige Beinhaus mit einem Netzrippengewölbe in der heutigen Nutzung als Lourdeskapelle.

## Ausstattung
Den Hochaltar aus 1658 baute der Tischler Sebastian Dusler, die Figuren schuf der Bildhauer Balthasar Mayr, die Gemälde stammen von Johann Miller, alle aus Burghausen. Der Tabernakel hat Wechselbilder in der Art des Johann Nepomuk della Croce aus dem Ende des 18. Jahrhunderts. Die Seitenaltäre aus der zweiten Hälfte des 17. Jahrhunderts wurden später verändert. Der rechte Seitenaltar trägt die Statue des hl. Sebastian unter einem Baldachin im Stil des Rokoko von Johann Georg Lindt. Es gibt ein Altärchen im Chor um 1660 mit einem neuen Bild. Die Kanzel mit Darstellungen der Kirchenväter stammt aus dem Jahr 1740. Das Chorgestühl ist aus dem dritten Viertel des 17. Jahrhunderts. Die Stuhlwangen und die Beichtstühle entstand um 1720/1730. Einige Grabsteine aus dem 15. bis zum 18. Jahrhundert sind erhalten. Das gotische Chorbogenkruzifix, jetzt an der Nordseite des Chores, stammt aus der Zeit um 1450.
Es gibt eine Glocke aus 1584 (Ton d′) und eine Glocke aus 1596 (Ton e′).